# Chen Wenqing
Chen Wenqing är en kinesisk underrättelseofficer och kommunistisk politiker på ledande nivå. Han är chef för centralkommitténs politiska och rättsliga kommission och ledamot i politbyrån i Kinas kommunistiska parti.
Åren 2016-2022 var han minister i ministeriet för statssäkerhet.